# Hủ tiếu sa tế nai
Hủ tiếu sa tế nai là món ăn đặc trưng được lưu truyền trong cộng đồng người Hoa ở miền Nam Việt Nam nên nó không được phổ biến và nổi tiếng như hủ tiếu Nam Vang, hủ tiếu gõ hay hủ tiếu mì.